# Pasul Flexen
Pasul Flexen este o trecătoare alpină din landul Vorarlberg, Austria. Pasul situat la altitudinea de 1.773 m deasupra n.m. leagă localitățile Warth, Lech și Zürs de pe valea cursului superior al râului Lech cu localitatea Stuben de pe valea Klostertal.

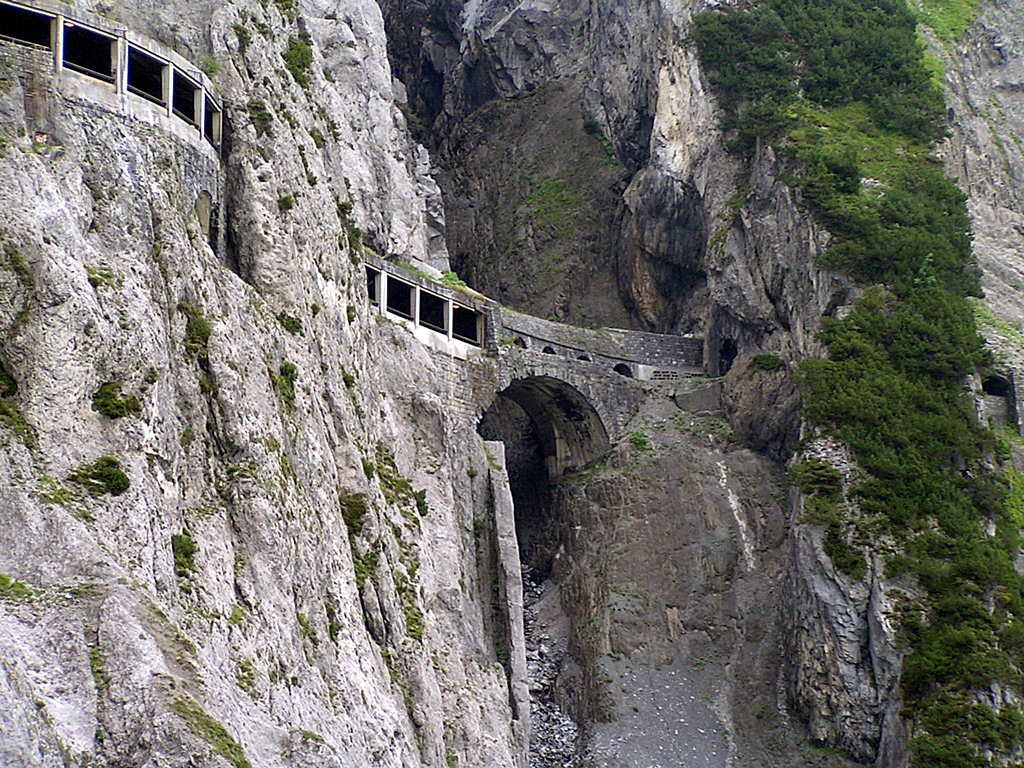
Flexenpassstraße